# Per Schei
Peder Elisæus Schei dit Per Schei, né le 16 février 1875 à Snåsa et mort le 1er novembre 1905 à Holmestrand, est un géologue et explorateur norvégien.
Il est connu pour sa contribution à la géologie arctique lors de la deuxième expédition du Fram (1898-1904).

## Biographie

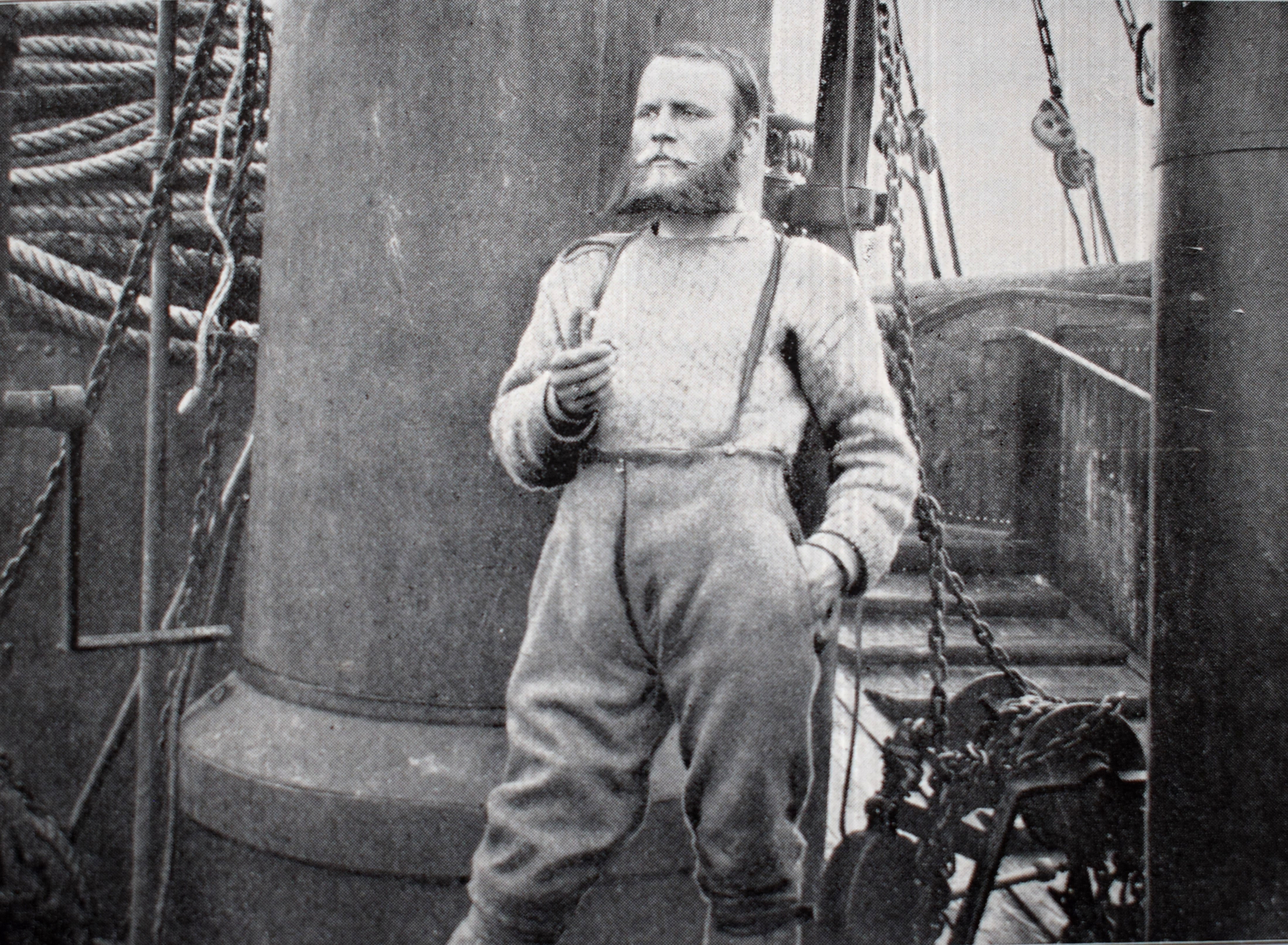
Per Schei à bord du Fram en 1900

Per Schei est né à Snåsae, 1875. Il déménage avec sa famille dans une ferme à Sparbu lorsqu'il a trois ans. Il passe aussi du temps avec sa tante au Danemark avant de se rendre à Kristiania pour ses études. Diplômé des mines de l'Université de Kristiania en 1898, la même année, il part avec Otto Sverdrup pour la deuxième expédition en Arctique du Fram. L'expédition, qui dure quatre ans, permet de cartographier les îles de l'Arctique au nord du continent nord-américain.
Schei est particulièrement apprécié par Sverdrup pour ses capacités lors des expéditions en traîneau.
En 1902, avec Sverdrp, il remonte complètement le bras de mer qui prend alors le nom de détroit d'Eureka, puis le détroit de Nansen qui le prolonge au nord-ouest et le 7 mai, atteint le cap Land's Lokk à l'extrême ouest de la Terre de Grant, et démontre ainsi ainsi que Axel Heiberg est bien une île.
Après le retour de l'expédition en 1902, il est choisi pour être rédacteur en chef des thèses scientifiques qui doivent être publiées. Il a également été nommé à l'Institut de Minéralogie la même année. Une thèse sur les découvertes dans l'Arctique est publiée dans la revue britannique Geographical Journal (volume 22, no 1, p. 56-65) en 1903, après une conférence donnée par Schei et Sverdrup à Londres.
Per Schei est mort d'une maladie rénale en 1905.